# Lucas de Wael

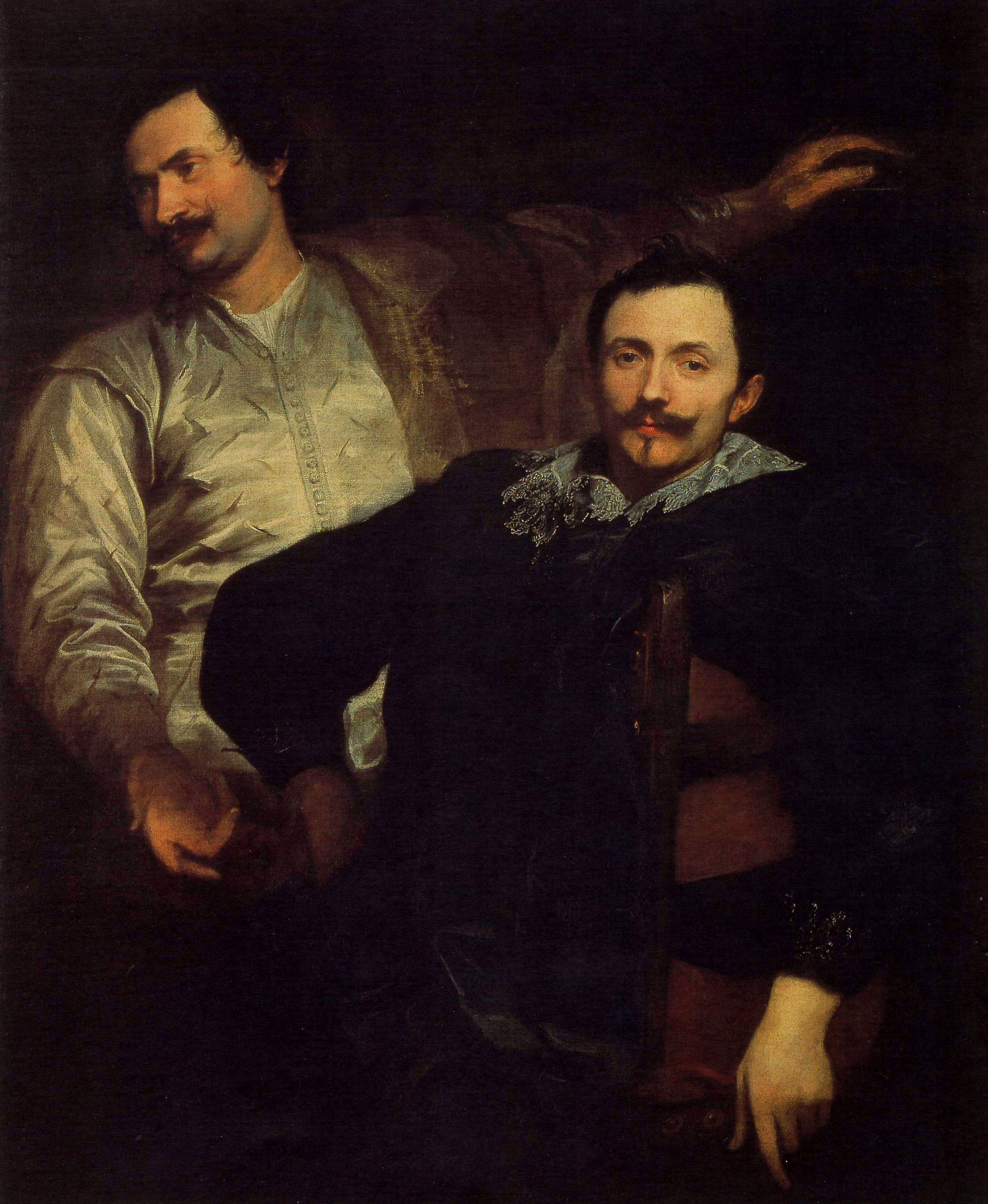
Anton van Dyck, Los pintores Lucas y Cornelis de Wael, 1627, óleo sobre lienzo, 120 x 101 cm, Roma, Musei Capitolini.

Lucas de Wael (Amberes, 1591-1661) fue un marchante y pintor barroco flamenco.
Hijo y discípulo de Jan de Wael, hermano mayor de Cornelis de Wael y padre natural de Jan Baptist de Wael II, fue bautizado en la iglesia de San Andrés de Amberes el 7 de septiembre de 1591. Hacia 1613 se trasladó a Génova con su hermano Cornelis. Allí ejerció como comerciante de arte y como pintor, además de ofrecer su hospitalidad a otros pintores flamencos en viaje por Italia, entre ellos a Anton van Dyck, que pintó el retrato doble de los hermanos ahora conservado en los Museos Capitolinos de Roma, sobre el que Václav Hollar abrió un grabado años más tarde. En 1628 retornó a Amberes, donde falleció el 25 de octubre de 1661.
Peor conocida su producción pictórica que la de su hermano Cornelis, y menos prolífico que él, su especialización fueron las marinas y los paisajes campestres o urbanos al estilo de los bamboccianti, como lo es la visión idealizada de la «Piazza del Popolo» de Roma de colección privada, la única obra firmada que se conoce.